# Верденберг
Верденберг (нім. Wahlkreis Werdenberg) — виборчий округ у Швейцарії в кантоні Санкт-Галлен.
Адміністративний центр — Бухс.

## Громади
У таблиці наведено список громад округу станом на 2022 рік, населення та площа станом на 2019 рік.

| Українська назва | Оригінальна назва | Код BFS | Населення | Площа |
| ---------------- | ----------------- | ------- | --------- | ----- |
| Бухс             | Buchs (SG)        | 3271    | 12861     | 16,0  |
| Вартау           | Wartau            | 3276    | 5295      | 41,8  |
| Гамс             | Gams              | 3272    | 3550      | 22,3  |
| Грабс            | Grabs             | 3273    | 7147      | 54,7  |
| Зевелен          | Sevelen           | 3275    | 5112      | 30,3  |
| Зеннвальд        | Sennwald          | 3274    | 5665      | 41,6  |